# Coluber zebrinus
Coluber zebrinus là một loài rắn trong họ Rắn nước. Loài này được Broadley & Schätti mô tả khoa học đầu tiên năm 2000.